# Philippe Bénoliel
Philippe Bénoliel (ur. 3 października 1978 roku w Laciotat) – francuski kierowca wyścigowy.

## Kariera
Bénoliel rozpoczął karierę w wyścigach samochodowych w 1996 roku od startów we Francuskiej Formule Renault Campus, gdzie trzykrotnie zwyciężał. Święcił tam swój pierwszy tytuł mistrzowski w karierze. W późniejszych latach pojawiał się także w stawce Hiszpańskiej Formuły Renault, Francuskiej Formuły 3, Francuskiej Formule Renault, Open Telefonica by Nissan oraz Hiszpańskiej Formuły 3.
W World Series by Nissan Francuz startował w latach 2000-2001. Jedynie w 2001 roku zdobywał punkty. Uzbierane trzy punkty dały mu 22 miejsce w końcowej klasyfikacji kierowców.